# Josefa Gettke
Josefa „Pippa“ Gettke auch Josepha Gettke, geboren als Josefine Gettke (* 6. Januar 1895 in Elberfeld, Deutsches Reich; † 1989) war eine deutsche Theater- und Filmschauspielerin während der Stummfilmzeit.

## Leben
Josefa Gettke wurde als Tochter des Theaterdirektors und Schauspielers Ernst Gettke (1841–1912) und der Opernsängerin und Schauspielerin Josefine Grund (1869–1940) in Elberfeld geboren.
Ihre künstlerische Laufbahn startete sie zu Beginn des Ersten Weltkriegs in Prag. Dort blieb sie bis September 1916, ging dann nach Wien, wo sie bis Juli 1918 nachzuweisen ist. Anschließend hielt sich Josefa Gettke bis September 1919 in Berlin auf, kam danach erneut nach Wien und besuchte kurzzeitig (1921) ein weiteres Mal Prag.
Ursprünglich wollte sie ihren Schauspielkollegen Rudolf Dietz heiraten, aber als sie Paul Hörbiger am Landestheater Prag kennenlernte, verliebte sie sich in ihn und sagte die Hochzeit ab, was zu einem Mordanschlag auf Hörbiger führte, mit dem sie dann seit dem 11. September 1921 verheiratet war. Ihre Kinder waren Christl (* 17. März 1922), Hansi (* 1926; † 16. März 1929), Monica (* 5. Mai 1930), die Mutter von Christian Tramitz, und Thomas Hörbiger, der ebenfalls Schauspieler wurde und Vater von Mavie Hörbiger ist. Die Ehe hielt bis 1939. Sie starb 1989.

## Filmografie
- 1919: Die Sühne der Martha Marx
- 1919: Die Peruanerin
- 1919: Die Sonne bringt es an den Tag
- 1919: Fidelio
- 1921: Theodor Herzl, der Bannerträger des jüdischen Volkes